# Mistrzostwa NCAA Division I w Zapasach w 1979
Mistrzostwa NCAA Division I w zapasach rozgrywane były w Ames w dniach 8–10 marca 1979 roku. Zawody odbyły się w Hilton Coliseum, na terenie Uniwersytetu Stanu Iowa.

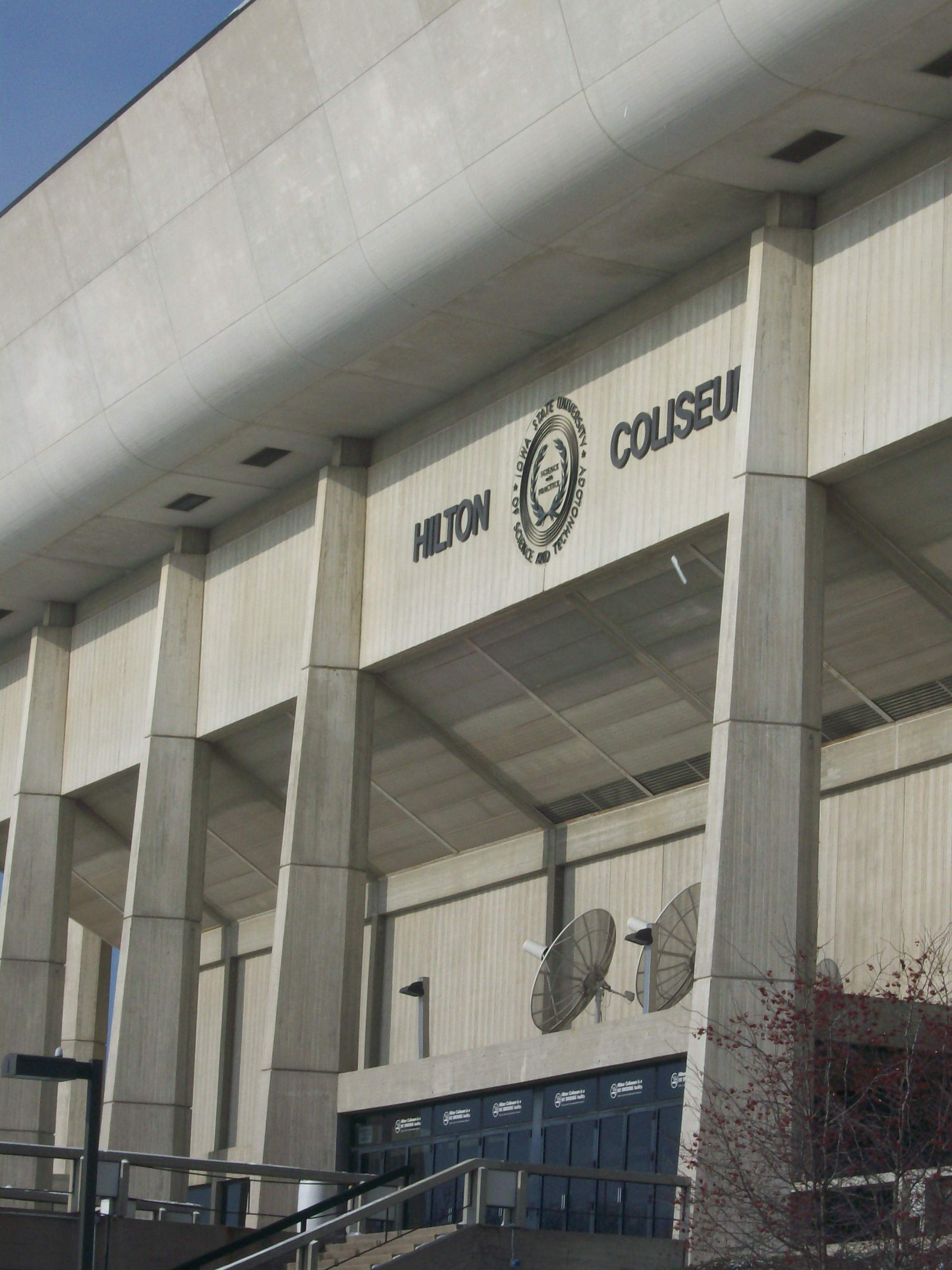
Hilton Coliseum

- Outstanding Wrestler – Bruce Kinseth

## Wyniki

### Drużynowo
| Kolejność | Szkoła                          | Zespół         |
| --------- | ------------------------------- | -------------- |
| 1.        | University of Iowa              | Hawkeyes       |
| 2.        | Iowa State University           | Cyclones       |
| 3.        | Lehigh University               | Mountain Hawks |
| 4.        | Oregon State University         | Beavers        |
| 5.        | University of Wisconsin-Madison | Badgers        |
| 6.        | Oklahoma State University       | Cowboys        |
| 7.        | University of Minnesota         | Golden Gophers |
| 8.        | Arizona State University        | Sun Devils     |

### All American

#### 118 lb
| Lp. | Zawodnik      | Szkoła                |
| --- | ------------- | --------------------- |
| 1.  | Gene Mills    | Syracuse              |
| 2.  | Joe Gonzales  | Cal State Bakersfield |
| 3.  | Dan Glenn     | Iowa                  |
| 4.  | Bill DePaoli  | California PA         |
| 5.  | Don Finnegan  | Iowa State            |
| 6.  | Jim Zenz      | North Carolina State  |
| 7.  | Randy Hoffman | Arizona State         |
| 8.  | Chris Wentz   | Louisiana State       |

#### 126 lb
| Lp. | Zawodnik         | Szkoła                |
| --- | ---------------- | --------------------- |
| 1.  | Randy Lewis      | Iowa                  |
| 2.  | John Azevedo     | Cal State Bakersfield |
| 3.  | C.D. Mock        | North Carolina        |
| 4.  | Ricky Dellagatta | Kentucky              |
| 5.  | Kevin Puebla     | Illinois              |
| 6.  | Khris Whelan     | Missouri              |
| 7.  | Steve Perdew     | Slippery Rock         |
| 8.  | Mike Bauer       | Oregon State          |

#### 134 lb
| Lp. | Zawodnik      | Szkoła              |
| --- | ------------- | ------------------- |
| 1.  | Darryl Burley | Lehigh              |
| 2.  | Mike Land     | Iowa State          |
| 3.  | Jim Martinez  | Minnesota           |
| 4.  | Joe Romero    | Arizona State       |
| 5.  | Brian Brown   | Franklin & Marshall |
| 6.  | Ed Maisey     | Brigham Young       |
| 7.  | Randy Miller  | Clarion             |
| 8.  | Mark Cagle    | West Virginia       |

#### 142 lb
| Lp. | Zawodnik       | Szkoła         |
| --- | -------------- | -------------- |
| 1.  | Dan Hicks      | Oregon State   |
| 2.  | Scott Trizzino | Iowa           |
| 3.  | Mike Mathies   | Portland State |
| 4.  | Lee Roy Smith  | Oklahoma State |
| 5.  | Andre Metzger  | Oklahoma       |
| 6.  | Andy Rein      | Wisconsin      |
| 7.  | Bill Cripps    | Arizona State  |
| 8.  | Dan Boos       | Luther         |

#### 150 lb
| Lp. | Zawodnik          | Szkoła         |
| --- | ----------------- | -------------- |
| 1.  | Bruce Kinseth     | Iowa           |
| 2.  | Dick Knorr        | Oregon State   |
| 3.  | Tom Coffing       | Arizona        |
| 4.  | Charles Shelton   | Oklahoma State |
| 5.  | Mike Terry        | Wisconsin      |
| 6.  | Larry Kihlstadius | Navy           |
| 7.  | Chuck Biggert     | Toledo         |
| 8.  | Steve Suder       | Wyoming        |

#### 158 lb
| Lp. | Zawodnik       | Szkoła           |
| --- | -------------- | ---------------- |
| 1.  | Kelly Ward     | Iowa State       |
| 2.  | Dan Zilverberg | Minnesota        |
| 3.  | Dave Evans     | Wisconsin        |
| 4.  | Bob Holland    | Eastern Illinois |
| 5.  | Tobey Matney   | Cleveland State  |
| 6.  | Mark Evenhus   | Oregon State     |
| 7.  | Ricky Stewart  | Oklahoma State   |
| 8.  | Roye Oliver    | Arizona State    |

#### 167 lb
| Lp. | Zawodnik         | Szkoła             |
| --- | ---------------- | ------------------ |
| 1.  | Mark Churella    | Michigan           |
| 2.  | Mike DeAnna      | Iowa               |
| 3.  | Dave Powell      | Iowa State         |
| 4.  | Brad Hansen      | Brigham Young      |
| 5.  | Dom DiGioacchino | Bloomsburg         |
| 6.  | Michael Abrams   | Grand Valley State |
| 7.  | Dave Miller      | Missouri           |
| 8.  | Russ Pickering   | Miami-Ohio         |

#### 177 lb
| Lp. | Zawodnik        | Szkoła           |
| --- | --------------- | ---------------- |
| 1.  | Mark Lieberman  | Lehigh           |
| 2.  | Bud Palmer      | Iowa             |
| 3.  | Dave Allen      | Iowa State       |
| 4.  | Joe Gormally    | Northern Iowa    |
| 5.  | Dave Severn     | Arizona State    |
| 6.  | Don Brown       | Oregon           |
| 7.  | Brian Parlet    | Augustana        |
| 8.  | Mark Hattendorf | SIU Edwardsville |

#### 190 lb
| Lp. | Zawodnik       | Szkoła           |
| --- | -------------- | ---------------- |
| 1.  | Eric Wais      | Oklahoma State   |
| 2.  | Mike Brown     | Lehigh           |
| 3.  | Kirk Myers     | Northern Iowa    |
| 4.  | Mitch Hull     | Wisconsin        |
| 5.  | Howard Harris  | Oregon State     |
| 6.  | Edcar Thomas   | Oklahoma         |
| 7.  | Mike Mann      | Iowa State       |
| 8.  | Geno Savegnago | Eastern Illinois |

#### UNL
| Lp. | Zawodnik       | Szkoła           |
| --- | -------------- | ---------------- |
| 1.  | Fred Bohna     | UCLA             |
| 2.  | Dave Klemm     | Eastern Illinois |
| 3.  | Jeff Blatnick  | Springfield      |
| 4.  | Jack Campbell  | Clarion          |
| 5.  | Fred McGaver   | Marquette        |
| 6.  | Steve Williams | Oklahoma         |
| 7.  | Tom Waldon     | Iowa State       |
| 8.  | Shawn Whitcomb | Michigan State   |